# Confédération de badminton d'Océanie
La Confédération de badminton d'Océanie, nommée Badminton Oceania (BO) -Oceania Badminton Confederation (OBC) jusqu'en 2006- est une association de fédérations nationales ou régionales, ayant pour vocation, en Océanie, de gérer et de développer le badminton, d'organiser les compétitions régionales, de certifier les juges-arbitres et les arbitres et de maintenir l'unité des règles du sport. Elle a son siège dans la ville australienne de Williamstown, dans l'état de Victoria.
 Sa présidente est Geraldine Brown. La Confédération a été fondée en 1987 et compte aujourd’hui 13 membres et 2 membres associés.
BO est l'une des 5 confédérations composant la Fédération internationale de badminton.

## Membres
15 associations font partie de la Confédération d'Océanie, :
- Australie
- Îles Cook
- Fidji
- Guam
- Kiribati
- Îles Mariannes du Nord (a)
- Nauru
- Île Norfolk
- Nouvelle-Calédonie (a)
- Nouvelle-Zélande
- Îles Salomon (b)
- Samoa
- Tahiti
- Tonga
- Tuvalu

(a) : membre associé

(b) : figure sur la liste des membres de la Confédération d'Océanie mais pas sur le site de la BWF

## Compétitions organisées
- Championnats d'Océanie, tous les 2 ans depuis 1997 ;
- Circuit d'Océanie ;
- Qualifications pour la Thomas Cup et l'Uber Cup.